# Helmut Schelsky
Helmut Schelsky, né le 14 octobre 1912 à Chemnitz et mort le 24 février 1984 à Münster, est un sociologue allemand, l'un des plus célèbres de l'époque d'après-guerre.

## Biographie
Personnage controversé en raison de sa contribution au national-socialisme, Schelsky reste malgré tout un grand promoteur de la recherche empirique en sociologie. Professeur à l'université de Hambourg à partir de 1949, il sera - vingt ans plus tard - le cofondateur du plus grand département de sociologie en Allemagne à l'université de Bielefeld.
Ses positions philosophiques et sociologiques dérivent du courant de l'anthropologie philosophique, de l'herméneutique et du conservatisme tels que ceux-ci furent représentés par ses maîtres: Hans Freyer, Theodor Litt et surtout Arnold Gehlen.
Dans ses travaux, Schelsky s'intéresse notamment aux institutions, au droit et au pouvoir, à leur force de cohésion et de stabilité dans les sociétés industrialisées. On lui doit une étude audacieuse sur la sexualité dans une perspective sociologique, la première du genre. Opposé aux sociologies critiques, Schelsky défend une sociologie de la réalité, du statu quo. Autrement dit ses travaux portent sur ce qui est et non à ce qui devrait ou pourrait être (d'où le primat pour les recherches empiriques). Déçu des nouvelles orientations prises par la sociologie durant les années 1970, Schelsky adoptera à la fin de sa vie une position qu'il nomme « anti-sociologique ».

## Œuvres
Traduction française
- Sociologie de la sexualité (Soziologie der Sexualität), trad. de Mathilde Camhi, Paris, Gallimard, 1966.

Titres originaux allemands
- Das Freiheitswollen der Völker und die Idee des Planstaats (1946)
- Zur Stabilität von Institutionen (1952)
- Wandlungen der deutschen Familie in der Gegenwart (1953)
- Soziologie der Sexualität (1955)
- Die sozialen Folgen der Automatisierung (1957)
- Schule und Erziehung in der industriellen Gesellschaft (1957)
- Die skeptische Generation (1957)
- Ortsbestimmung der deutschen Soziologie (1959)
- Anpassung oder Widerstand? Soziologische Bedenke zur Schulreform (1961)
- Einsamkeit und Freiheit. Die deutsche Universität und ihre Reformen (1963)
- Die Arbeit tun die anderen. Klassenkampf und Priesterherrschaft der Intellektuellen (1975)
- Die Soziologen und das Recht (1980)